# My Girl (Madness)
"My Girl" is een single van Madness uit 1979. Het is geschreven (en aanvankelijk ook gezongen) door pianist Mike Barson en haalde begin 1980 de tweede plaats in de Britse hitlijsten. In Frankrijk werd het de eerste nummer 1-hit.

## Achtergrond
"My Girl" werd in de definitieve versie, met zang van frontman Suggs, opgenomen voor het debuutalbum One Step Beyond... en verscheen in december 1979 als opvolger van het instrumentale titelnummer. De B-kant is "Steppin' Into Line" en de 12-inch versie bevat ook "In The Rain", de eerste voorbode van het tweede album Absolutely. De bijbehorende videoclip werd gefilmd in de stamkroeg Dublin Castle; het live-podium, waar Madness in de zomer van 1979 menig vrijdagavond heeft gestaan, werd speciaal voor deze gelegenheid vergroot. 
In januari 1980 opende Madness de nieuwjaarsuitzending van Top of the Pops met een playback-versie van My Girl.

## My Guy; Tracey Ullmans versie
Vanaf 1981 werd "My Girl" bij concerten in een ballad-arrangement gespeeld met piano-intro. Dit vormde het uitgaanspunt van de coverversie die comédienne en collega-Stiff-artieste Tracey Ullman opnam. "My Guy's Mad At Me" werd begin 1984 een hit maar Madness was er niet over te spreken ondanks de medewerking van bassist Mark 'Bedders' Bedford; de steeds serieuzer wordende nutty boys voelden er dan ook niks voor om Ullmans begeleidingsband te spelen in Top of the Pops. Madness verbrak de banden met Stiff en speelde "My Girl" vanaf 1985 weer in de gewone uitvoering om een jaar later uit elkaar te gaan.

## Heruitgave
In 1992 kwam Madness weer bijeen naar aanleiding van de succesvolle verzamelaar Divine en in de aanloop naar de eerste reünieconcerten werd "My Girl" heruitgebracht als 2-cd. Het bijna dertien jaar oude hoesontwerp werd grotendeels geactualiseerd met foto's van de bandleden als (kalende) dertigers.

## Live-uitvoeringen met andere artiesten
- In 2006 speelde de band Ordinary Boys een cover van "My Girl" en vroeg Suggs om mee te zingen; het verscheen als B-kantje van de Ordinary Boys-single "Nine-2-Five".
- In 2008 vertolkten Suggs en tweede zanger Carl 'Chas Smash' Smyth het nummer tijdens een benefietconcert van de Pet Shop Boys die het zelf ook opnamen voor hun ep Christmas.

## My Girl 2
Barson schreef een vervolgnummer voor het album Oui Oui Si Si Ja Ja Da Da uit 2012; My Girl 2 werd op single uitgebracht en verschilt zowel muzikaal als tekstueel van zijn voorganger.

## Top 2000 à Go-Go
In 2014 werd Barson in Londen geïnterviewd voor het programma Top 2000 à Go-Go over het ontstaan van My Girl. De niet-gebruikte fragmenten werden drie jaar later uitgezonden.
Suggs · Mike Barson · Lee Thompson · Chris Foreman · Mark Bedford · Daniel Woodgate · Chas Smash